# T-deletie
T-deletie is een verzamelnaam voor twee verwante fonologische verschijnselen, te weten:
- een historisch verschijnsel: het weglaten van de /t/-klank op plaatsen waar deze klank oorspronkelijk wel voorkwam. Een voorbeeld is het wegvallen van de /t/ aan het einde van het Afrikaanse voltooid deelwoord, zoals in 'gemaak' en 'gewees' uit ouder 'gemaakt' en 'geweest'.

- een synchroon verschijnsel: het weglaten van een  onderliggende [t], waarvan op grond van verwante vormen het bestaan wordt verondersteld. Voorbeeld zijn de Nederlandse uitspraak 'possegel' voor de samenstelling van 'post' en 'zegel', en de Friese uitspraak 'dost' voor de verbogen vorm van 'dat' met de tweedepersoonsuitgang -st.

T-deletie is frequent aan het eind van een woord als de /t/ volgt op een andere, ware medeklinker. Een taalvariant met t-deletie staat de volgende eindclusters niet toe: -cht, -ft, -kt, -pt en -st. Bij de liquidae vindt dan gewoonlijk progressieve assimilatie plaats: -mt wordt -mp, -ngt wordt -ngk.
T-deletie is te verklaren door de moeilijkheden die het uitspreken van consonantclusters met zich mee kan brengen. Een medeklinker laat zich beter uitspreken als hij aan een klinker is gehecht. De t is bovendien een plosief, een plofklank, die een aparte inspanning vereist. Een t aan een woordeind na een andere klinker rekt dat woord bijna met een nieuwe lettergreep. In een woord als postzegel, waar de eind-t ook nog eens door een andere medeklinker wordt gevolgd, wordt dit duidelijk: velen spreken zelfs in het Algemeen Nederlands de t niet uit en spreken van possegel of poszegel.
Zulke clusters worden in de meerderheid van de nu gesproken talen niet toegelaten aan het eind van een woord. Ook de Indo-Europese talen kenden ze oorspronkelijk niet. Door historische oorzaken kennen de Germaanse talen echter wel veel gevallen waarbij consonanten zich aan een woordeind ophopen.
In het Nederfrankisch taalgebied hebben de meeste Limburgse dialecten het verschijnsel (een uitzondering is het Weerts). Ook in het Hollands komt het veel voor, zij het meestal niet structureel. Dit is wel het geval in het Utrechts en sommige Veluwse dialecten, dat daarin dezelfde regels hanteert als het Limburgs. De trend heeft zich ook doorgezet in het Afrikaans. Dezelfde regels als in het Limburgs gelden ook in de meeste dialecten van het Hoogduitse Ripuarisch, waaronder het Keuls.
In de hedendaagse Brits-Engelse spreektaal komt onder de jonge generaties veelvuldig een heel ander soort t-deletie voor, met name in intervocalische posities. Zo wordt bijvoorbeeld butter met een glottale stop als [ˈbʌʔə] uitgesproken; dit heeft niet zelden een negatieve connotatie, daar het als onzorgvuldig taalgebruik wordt beschouwd. Dit soort t-deletie, dat typisch is voor het Cockney, treedt echter steeds vaker in taalvarianten op die naar Received Pronunciation gemodelleerd zijn; verwijzend naar de delta van de Theems noemt men het weleens Estuariumengels. In een klein gebiedje op de grens van de provincies Antwerpen en Belgisch Limburg, en wel vooral in Tessenderlo, Vorst, Klein-Vorst en Kwaadmechelen, vinden we dit ook terug (water wordt [ˈwɒ:ʔər]), in de kern van een groter gebied waar k-deletie op dezelfde plaats frequent is (bakker wordt hier [ˈbɑʔər]).
In vrijwel alle dialecten in Vlaanderen wordt de t aan het einde van veelgebruikte woorden als dat, wat, niet, met enz. weggelaten.